# Campeonato Paulista de Futebol de 1979
O Campeonato Paulista de Futebol de 1979 foi a 39.ª edição do campeonato organizado pela Federação Paulista de Futebol, e teve o Corinthians como campeão e Luis Fernando, do América, como artilheiro, com 27 gols.

## Regulamento
Os vinte clubes foram divididos em quatro grupos com cinco equipes cada. Tal divisão era apenas para efeito de classificação, pois todos os times jogavam entre si, em dois turnos. Ao fim dessa primeira fase, os três primeiros colocados de cada grupo classificaram-se para a segunda fase. Estes doze clubes foram divididos em dois grupos com seis equipes cada. Desta vez, os jogos ocorreram apenas dentro de cada grupo, em turno único. Os dois primeiros colocados de cada grupo classificaram-se às semifinais, que foram disputadas em jogos de ida e volta. Já as finais foram disputadas em melhor de quatro pontos. Em caso de quatro empates, seria disputada uma prorrogação de trinta minutos, com vantagem para o clube com melhor campanha ao longo das duas fases anteriores.

## Primeira fase
| Grupo A |                  |    |    |    |    |    |    |    |     |
| Pos.    | Time             | PG | J  | V  | E  | D  | GP | GC | SG  |
| 1       | Corinthians      | 47 | 38 | 15 | 17 | 6  | 48 | 28 | 20  |
| 2       | América          | 46 | 38 | 15 | 16 | 7  | 40 | 26 | 14  |
| 3       | Botafogo         | 40 | 38 | 13 | 14 | 11 | 32 | 32 | 0   |
| 4       | Francana         | 34 | 38 | 9  | 16 | 13 | 31 | 42 | -11 |
| 5       | São Bento        | 32 | 38 | 10 | 12 | 16 | 36 | 46 | -10 |
| Grupo B |                  |    |    |    |    |    |    |    |     |
| Pos.    | Time             | PG | J  | V  | E  | D  | GP | GC | SG  |
| 1       | Guarani          | 47 | 38 | 18 | 11 | 9  | 55 | 26 | 29  |
| 2       | Santos           | 44 | 38 | 15 | 14 | 9  | 48 | 37 | 11  |
| 3       | Portuguesa       | 40 | 38 | 11 | 10 | 9  | 43 | 35 | 8   |
| 4       | Internacional    | 39 | 38 | 12 | 15 | 11 | 36 | 46 | -10 |
| 5       | Comercial        | 38 | 38 | 13 | 12 | 13 | 35 | 38 | -3  |
| Grupo C |                  |    |    |    |    |    |    |    |     |
| Pos.    | Time             | PG | J  | V  | E  | D  | GP | GC | SG  |
| 1       | São Paulo        | 43 | 38 | 15 | 13 | 10 | 42 | 33 | 9   |
| 2       | Ponte Preta      | 39 | 38 | 10 | 19 | 9  | 32 | 27 | 5   |
| 3       | Ferroviária      | 37 | 38 | 10 | 17 | 11 | 27 | 33 | -6  |
| 4       | XV de Piracicaba | 32 | 38 | 12 | 8  | 18 | 32 | 48 | -16 |
| 5       | Velo Clube       | 21 | 38 | 5  | 11 | 22 | 22 | 52 | -30 |
| Grupo D |                  |    |    |    |    |    |    |    |     |
| Pos.    | Time             | PG | J  | V  | E  | D  | GP | GC | SG  |
| 1       | Palmeiras        | 52 | 38 | 20 | 12 | 6  | 60 | 30 | 30  |
| 2       | Juventus         | 35 | 38 | 13 | 9  | 16 | 33 | 43 | -10 |
| 3       | Noroeste         | 35 | 38 | 7  | 21 | 10 | 29 | 30 | -1  |
| 4       | XV de Jaú        | 31 | 38 | 7  | 17 | 14 | 33 | 45 | -12 |
| 5       | Marília          | 28 | 38 | 7  | 14 | 17 | 25 | 42 | -17 |

## Segunda fase
Por não aceitar a participação em uma rodada dupla no Morumbi (o outro jogo seria entre Palmeiras e Guarani), o então presidente do Corinthians, Vicente Matheus, ordenou que seu time não entrasse em campo contra a Ponte Preta, pela segunda rodada da segunda fase. Ele alegava que sua torcida era maior, então não iria dividir renda com ninguém. "Por que temos que dividir com os outros, se o comunismo ainda não veio?", perguntou o dirigente. "Podemos perder os pontos, posso perder até a presidência, mas o que não podemos é vender o [torcedor] corintiano para os outros."
A Federação Paulista de Futebol chegou a oferecer à Ponte Preta a garantia de uma renda de cinco milhões de cruzeiros para que fosse realizada uma nova partida, mas o clube campineiro estava irredutível, exigindo os dois pontos. Após medidas cautelares e recursos na Justiça, os pontos da partida foram dados à Ponte Preta, considerada vencedora por 1 a 0. O problema é que o processo demorou tanto, que a Federação acabou adiando as semifinais. Como Palmeiras e Guarani, dois dos times envolvidos, estavam por estrear no Campeonato Brasileiro (os demais clubes grandes paulistas desistiram de participar da competição nacional), as semifinais acabaram adiadas para janeiro de 1980.
| Grupo 1 |             |    |   |   |   |   |    |    |    |
| Pos. | Time        | PG | J | V | E | D | GP | GC | SG |
| 1 | Ponte Preta | 8  | 5 | 4 | 0 | 1 | 7  | 2  | 5  |
| 2 | Corinthians | 7  | 5 | 3 | 1 | 1 | 5  | 2  | 3  |
| 3 | Feroviária  | 7  | 5 | 2 | 3 | 0 | 6  | 4  | 2  |
| 4 | São Paulo   | 4  | 5 | 1 | 2 | 2 | 4  | 5  | -1 |
| 5 | América     | 2  | 5 | 1 | 0 | 4 | 3  | 7  | -4 |
| 6 | Botafogo    | 2  | 5 | 0 | 2 | 3 | 1  | 6  | -5 |
| Grupo 2 |             |    |   |   |   |   |    |    |    |
| Pos. | Time        | PG | J | V | E | D | GP | GC | SG |
| 1 | Palmeiras   | 9  | 5 | 4 | 1 | 0 | 13 | 2  | 11 |
| 2 | Guarani     | 5  | 5 | 2 | 1 | 2 | 5  | 5  | 0  |
| 3 | Juventus    | 5  | 5 | 1 | 3 | 1 | 5  | 5  | 0  |
| 4 | Santos      | 4  | 5 | 1 | 2 | 2 | 7  | 8  | -1 |
| 5 | Portuguesa  | 4  | 5 | 1 | 2 | 2 | 7  | 12 | -5 |
| 6 | Noroeste    | 3  | 5 | 1 | 1 | 3 | 3  | 8  | -5 |
| Corinthians e Guarani classificaram-se às semifinais pelo primeiro critério de desempate, maior número de vitórias no turno, no returno e na segunda fase. |             |    |   |   |   |   |    |    |    |

## Semifinais

### Jogos de ida
| 27 de janeiro de 1980 | Ponte Preta                             | 2 – 1         | Guarani          | Moisés Lucarelli, Campinas, SP                                     |
| 17 horas Histórico    | Osvaldo 20' do 1.º · Osvaldo 37' do 2.º | Ficha técnica | Zenon 42' do 2.º | Público: 27 053 Renda: Cr$ 1 322 860 Árbitro: Márcio Campos Salles |

Ponte Preta — Carlos; Toninho Oliveira, Juninho, Nenê e Odirlei; Vanderlei, Marco Aurélio e Dicá (Lola); Lúcio, Osvaldo e João Paulo (Alberto). Técnico: Zé Duarte.
Guarani — Neneca; Mauro Cabeção, Gomes, Édson e Miranda; Zé Carlos, Renato e Zenon; Capitão, Careca (Gersinho) e Bozó. Técnico: Cláudio Garcia.
| 27 de janeiro de 1980 | Corinthians         | 1 – 1         | Palmeiras                 | Morumbi, São Paulo, SP                                             |
| 18 horas Histórico    | Palhinha 40' do 2.º | Ficha técnica | Jorge Mendonça 25' do 2.º | Público: 87 185 Renda: Cr$ 7 154 090 Árbitro: José de Assis Aragão |

Corinthians — Jairo; Zé Maria, Amaral, Zé Eduardo e Luís Cláudio; Caçapava, Djalma (Wilsinho) e Sócrates; Vaguinho (Mauro), Palhinha e Biro-Biro. Técnico: Jorge Vieira.
Palmeiras — Gilmar; Rosemiro, Beto Fuscão, Polozzi e Pedrinho; Pires, Mococa e Jorge Mendonça; Zé Mário, César e Baroninho. Técnico: Telê Santana.

### Jogos de volta
| 21 de janeiro de 1980 | Guarani | 0 – 1         | Ponte Preta        | Brinco de Ouro, Campinas, SP                                       |
| 17 horas Histórico    |         | Ficha técnica | Osvaldo 30' do 2.º | Público: 30 552 Renda: Cr$ 1 511 200 Árbitro: José de Assis Aragão |

Guarani — Neneca; Mauro Cabeção, Gomes, Édson e Miranda; Zé Carlos, Renato e Zenon (Marinho); Capitão, Miltão (Vicente) e Bozó. Técnico: Cláudio Garcia.
Ponte Preta — Carlos; Toninho Oliveira, Juninho, Nenê e Odirlei; Vanderlei  (Humberto), Marco Aurélio e Dicá; Lúcio, Osvaldo e João Paulo. Técnico: Zé Duarte.
| 30 de janeiro de 1980 | Palmeiras | 0 – 1         | Corinthians         | Morumbi, São Paulo, SP                                              |
| 21 horas Histórico    |           | Ficha técnica | Biro-Biro 8' do 2.º | Público: 87 212 Renda: Cr$ 8 644 330 Árbitro: Roberto Nunes Morgado |

Palmeiras — Gilmar; Rosemiro, Marinho Peres (Silva), Polozzi e Pedrinho; Pires, Mococa e Jorge Mendonça (Carlos Alberto); Zé Mário, César e Baroninho. Técnico: Telê Santana.
Corinthians — Jairo; Zé Maria, Mauro, Amaral e Wladimir; Caçapava, Biro-Biro e Romeu Cambalhota (Geraldo); Píter (Vaguinho), Sócrates e Palhinha. Técnico: Jorge Vieira.

## Finais
| 3 de fevereiro de 1980 | Corinthians | 1 – 0         | Ponte Preta | Morumbi, São Paulo, SP                                             |
| 17 horas Histórico     |             | Ficha técnica |             | Público: 96 441 Renda: Cr$ 9 496 640 Árbitro: José de Assis Aragão |

Corinthians — Jairo; Zé Maria (Djalma), Mauro, Amaral e Wladimir; Caçapava, Biro-Biro e Palhinha (Basílio); Píter, Sócrates e Romeu Cambalhota. Técnico: Jorge Vieira.
Ponte Preta — Carlos; Toninho Oliveira, Juninho, Nenê e Odirlei; Vanderlei, Marco Aurélio e Dicá; Lúcio, Osvaldo e João Paulo. Técnico: Zé Duarte.
| 6 de fevereiro de 1980 | Corinthians | 0 – 0         | Ponte Preta | Morumbi, São Paulo, SP                                             |
| 21 horas Histórico     |             | Ficha técnica |             | Público: 77 219 Renda: Cr$ 8 764 070 Árbitro: José de Assis Aragão |

Corinthians — Jairo; Zé Maria (Luís Cláudio), Mauro, Amaral e Wladimir; Caçapava, Biro-Biro e Sócrates; Píter, Palhinha (Basílio) e Romeu Cambalhota. Técnico: Jorge Vieira.
Ponte Preta — Carlos; Toninho Oliveira, Juninho, Nenê e Odirlei; Humberto, Marco Aurélio e Lola; Lúcio, Osvaldo e João Paulo. Técnico: Zé Duarte.
| 10 de fevereiro de 1980 | Corinthians                               | 2 – 0         | Ponte Preta | Morumbi, São Paulo, SP                                             |
| 17 horas Histórico      | Sócrates 10' do 2.º · Palhinha 23' do 2.º | Ficha técnica |             | Público: 90 578 Renda: Cr$ 8 986 120 Árbitro: Romualdo Arppi Filho |

Corinthians — Jairo; Luís Cláudio, Mauro, Amaral e Wladimir; Caçapava, Biro-Biro e Palhinha; Píter (Basílio), Sócrates e Romeu Cambalhota (Vaguinho). Técnico: Jorge Vieira.
Ponte Preta — Carlos; Toninho Oliveira, Juninho, Nenê e Odirlei; Vanderlei, Marco Aurélio e Dicá (Humberto); Lúcio (Lola), Osvaldo e João Paulo. Técnico: Zé Duarte.
| Campeão Paulista de 1979 |
| ------------------------ |
| CORINTHIANS (17º título) |

## Classificação final
| Pos. | Time             | PG | J  | V  | E  | D  | GP | GC | SG  |
| 1    | Corinthians      | 62 | 48 | 21 | 20 | 7  | 58 | 31 | 27  |
| 2    | Ponte Preta      | 52 | 48 | 16 | 20 | 12 | 42 | 33 | 9   |
| 3    | Palmeiras        | 62 | 45 | 24 | 14 | 7  | 74 | 34 | 40  |
| 4    | Guarani          | 52 | 45 | 20 | 12 | 13 | 61 | 34 | 27  |
| 5    | Santos           | 48 | 43 | 16 | 16 | 11 | 55 | 45 | 10  |
| 6    | América          | 48 | 43 | 16 | 16 | 11 | 43 | 33 | 10  |
| 7    | São Paulo        | 47 | 43 | 16 | 15 | 12 | 46 | 38 | 8   |
| 8    | Portuguesa       | 44 | 43 | 12 | 20 | 11 | 50 | 47 | 3   |
| 9    | Ferroviária      | 44 | 43 | 12 | 20 | 11 | 33 | 37 | -4  |
| 10   | Botafogo         | 42 | 43 | 13 | 16 | 14 | 33 | 38 | -5  |
| 11   | Juventus         | 40 | 43 | 14 | 12 | 17 | 38 | 48 | -10 |
| 12   | Noroeste         | 38 | 43 | 8  | 22 | 13 | 32 | 38 | -6  |
| 13   | Internacional    | 39 | 38 | 12 | 15 | 11 | 36 | 46 | -10 |
| 14   | Comercial        | 38 | 38 | 13 | 12 | 13 | 35 | 38 | -3  |
| 15   | Francana         | 34 | 38 | 9  | 16 | 13 | 31 | 42 | -11 |
| 16   | XV de Piracicaba | 32 | 38 | 12 | 8  | 18 | 32 | 48 | -16 |
| 17   | São Bento        | 32 | 38 | 10 | 12 | 16 | 36 | 46 | -10 |
| 18   | XV de Jaú        | 31 | 38 | 7  | 17 | 14 | 33 | 45 | -12 |
| 19   | Marília          | 28 | 38 | 7  | 14 | 17 | 25 | 42 | -17 |
| 20   | Velo Clube       | 21 | 38 | 5  | 11 | 22 | 22 | 52 | -30 |

O Marília disputou uma repescagem contra o Santo André, vice-campeão da Divisão Intermediária, e manteve-se na Divisão Especial ao vencer a melhor de quatro pontos: Marília 2×0 Santo André (5 de dezembro); Santo André 2×1 Marília (8 de dezembro); e Marília 4×1 Santo André (12 de dezembro).